# The People's Choice (gruppo musicale)
I The People's Choice era un band statunitense di genere funk e disco formatosi a Philadelphia in Pennsylvania, attiva negli anni settanta.

## Storia
Il gruppo venne creato da Frank Brunson nel 1971. Formata da numerosi cantanti (quattro), curiosamente la band produsse pezzi di successo per lo più strumentali. Il loro successo più famoso è Do it any way you wanna del 1975; tale pezzo è una pietra miliare della musica funk degli anni settanta.

## Formazione
- Frank Brunson - tastiere, voce
- David Thomson - batteria
- Darnell Jordan - chitarra
- Johnnie Hightower - chitarra
- Stanley Thomas - basso, voce
- Valerie Brown - voce
- Marc Reed - voce

## Discografia

### Album
- Boogie Down U.S.A. (TSOP Records, 1975)
- We Got the Rhythm (TSOP Records, 1976)
- Peoples Choice (Casablanca Records, 1980)
- Strikin' (Mercury Records)
- Turn Me Loose (Philadelphia International)

### Singoli
| Anno | Titolo                       | Posizioni in classifica | Posizioni in classifica   | Posizioni in classifica | Posizioni in classifica | Posizioni in classifica |
| Anno | Titolo                       | U.S. Singoli Pop        | U.S. Singoli musica Black | U.S. Singoli Disco      | U.S. Singoli Club       | UK Classifica Singoli   |
| ---- | ---------------------------- | ----------------------- | ------------------------- | ----------------------- | ----------------------- | ----------------------- |
| 1971 | I Likes to Do It             | 8                       | 9                         | -                       | -                       | -                       |
| 1973 | Let Me Do My Thing           | -                       | 45                        | -                       | -                       | -                       |
| 1974 | Party Is a Groovy Thing      | -                       | 45                        | 6                       | -                       | -                       |
| 1975 | Boogie Down U.S.A.           | -                       | -                         | -                       | 11                      | -                       |
| 1975 | Do it Any Way You Wanna      | 11                      | 1                         | 1                       | 1                       | 36                      |
| 1975 | Nursery Rhymes (I Parte)     | 93                      | 22                        | -                       | 15                      | -                       |
| 1976 | Here We Go Again             | -                       | 52                        | 1                       | 8                       | -                       |
| 1976 | Movin' in All Directions     | -                       | 52                        | 1                       | -                       | -                       |
| 1976 | We Got the Rhythm            | -                       | -                         | 3                       | -                       | -                       |
| 1976 | Jam Jam Jam (All Night Long) | -                       | -                         | -                       | -                       | 40                      |
| 1980 | You Ought to Be Dancin'      | -                       | -                         | -                       | 8                       | -                       |